# Batalla de Courtrai (1918)
La batalla de Courtrai (también conocida como la segunda batalla de Bélgica (en francés: 2ème Bataille de Belgique) y la  batalla de Roulers (en francés: Bataille de Roulers) fue una de una serie de ofensivas en el norte de Francia y el sur de Bélgica que tuvo lugar entre finales de septiembre y octubre de 1918.

## La batalla
La ofensiva comenzó a las 5:35 am. del 14 de octubre, con un ataque de GAF desde el río Lys en Comines hacia el norte hasta Dixmuda. El bombardeo progresivo británico avanzó a una velocidad de 91 m por minuto, mucho más rápido y mucho más lejos que la práctica en 1917, en la expectativa de que habría poca resistencia de la infantería alemana. Por la noche, las fuerzas británicas habían alcanzado un terreno elevado que dominaba Wervik, Menen y Wevelgem en el sur; más al norte, los británicos capturaron Moorslede y se acercaron a Gulleghem y Steenbeek. Las tropas belgas de la izquierda llegaron a Izegem, las tropas francesas rodearon Roeselare y más tropas belgas capturaron Kortemark.
Roulers cayó al día siguiente y para el 16 de octubre, los británicos controlaban la orilla norte del Lys hasta Harelbeke y habían cruzado el río en varios puntos. El 17 de octubre, Thourout, Ostende, Lille y Douai habían sido recapturados; Brujas y Zeebrugge cayeron el 19 de octubre y la frontera holandesa se alcanzó al día siguiente. El cruce del Lys y la captura de Cortrique por el Segundo Ejército británico el 19 de octubre condujeron a una retirada alemana en el frente del Quinto Ejército más al sur, que rodeó Lille el 18 de octubre. Al día siguiente, los británicos estaban en Roubaix y Tourcoing, y para la noche del 22 de octubre, los británicos habían llegado al Escalda desde Valenciennes hasta Avelgem. 

## Consecuencias

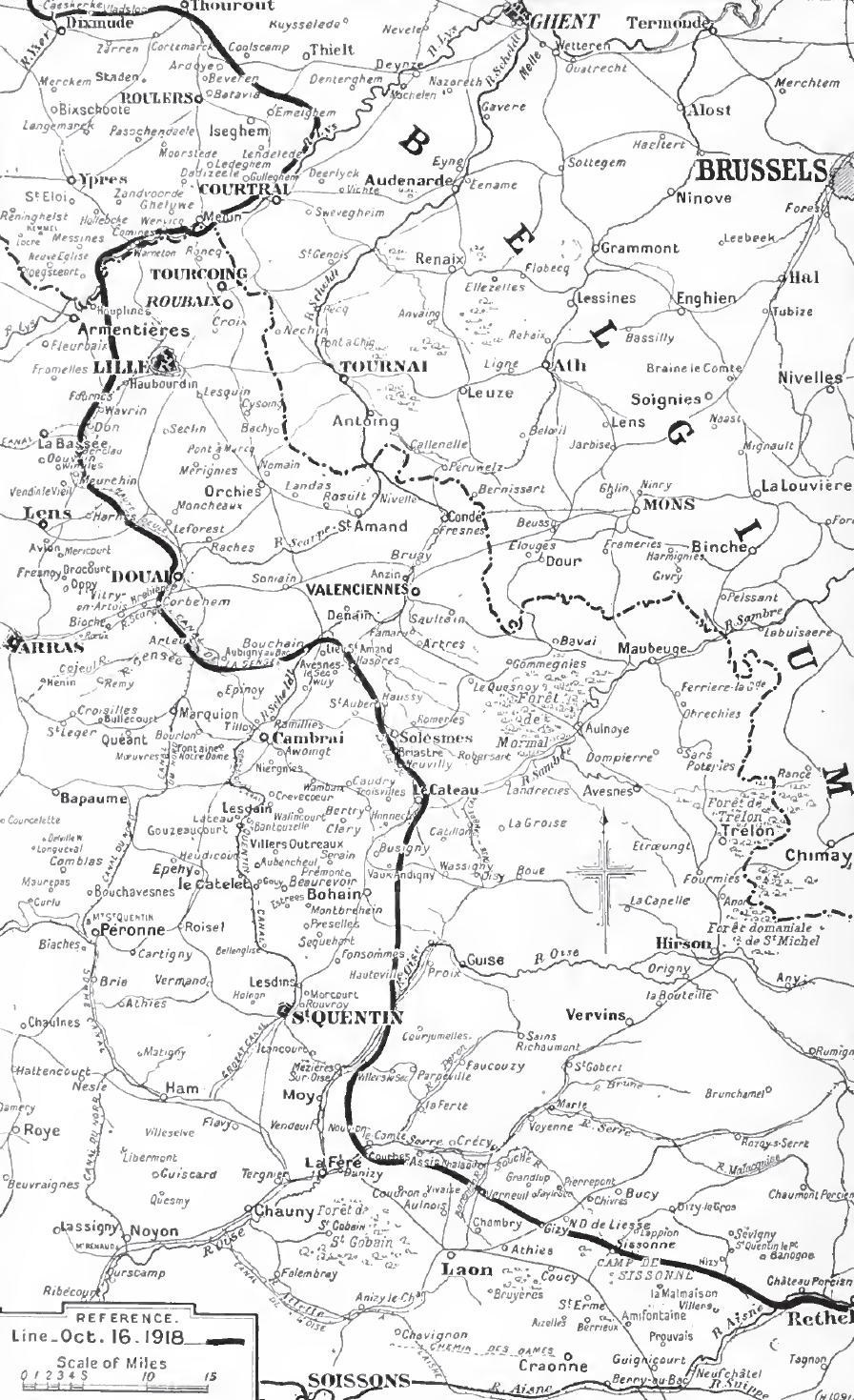
Frente oeste, 16 de octubre de 1918

Para cuando se firmó el armisticio, el frente estaba a un promedio de 72 km al este de la antigua línea de frente y se extendía desde Terneuzen a Gante, a lo largo del río Escalda hasta Ath y de allí a Saint-Ghislain, donde se unió a las posiciones de BEF en el río Somme.